# Hall S. Lusk
Hall S. Lusk (Washington, 1883. szeptember 21. – Beaverton, 1983. május 15.) az Amerikai Egyesült Államok szenátora (Oregon, 1960).